# Elizabethtown (Illinois)
Pour les articles homonymes, voir Elizabethtown.
Le village d’Elizabethtown est le siège du comté de Hardin, dans l'Illinois, aux États-Unis.

## Galerie photographique

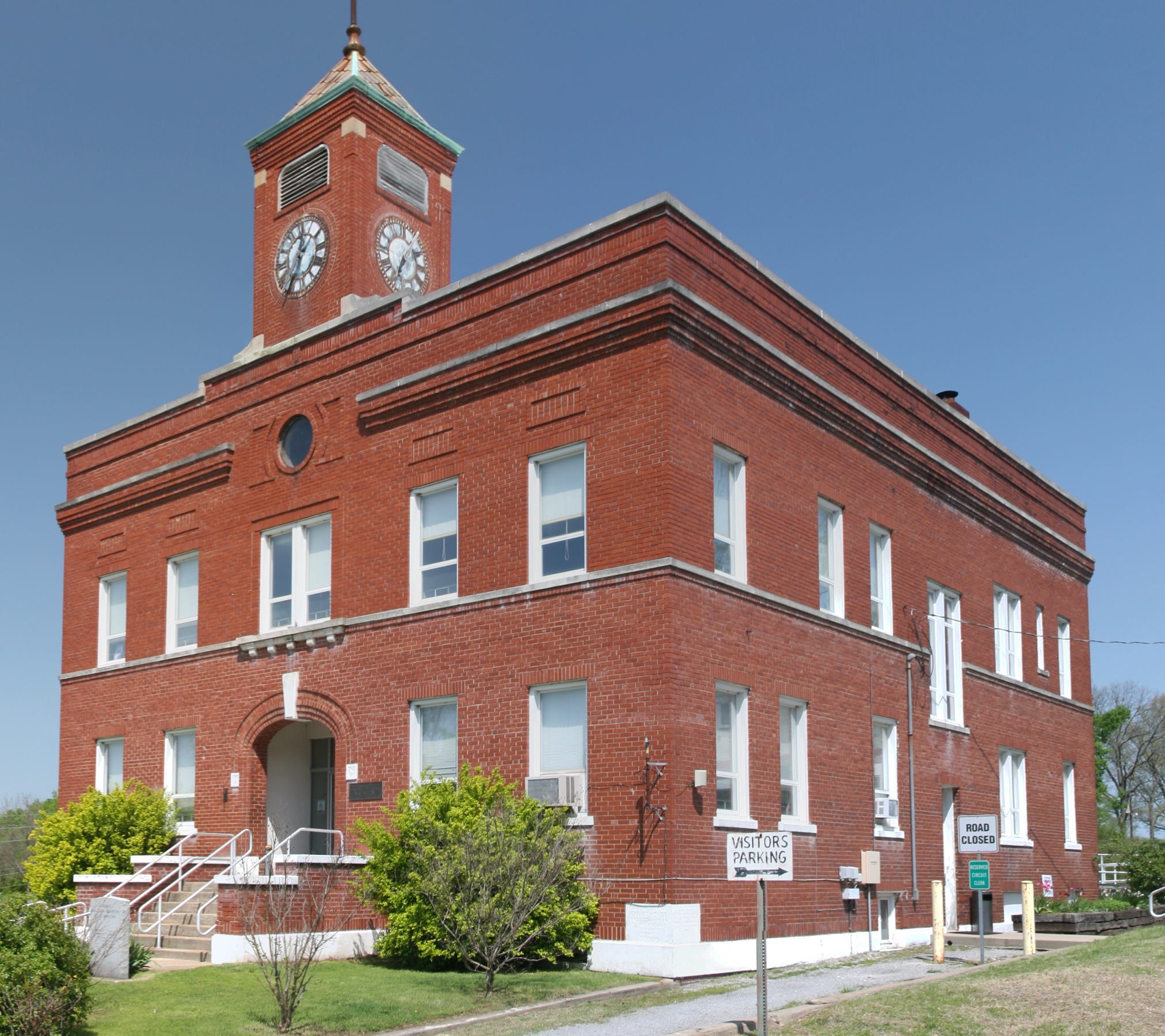
La cour de justice du comté
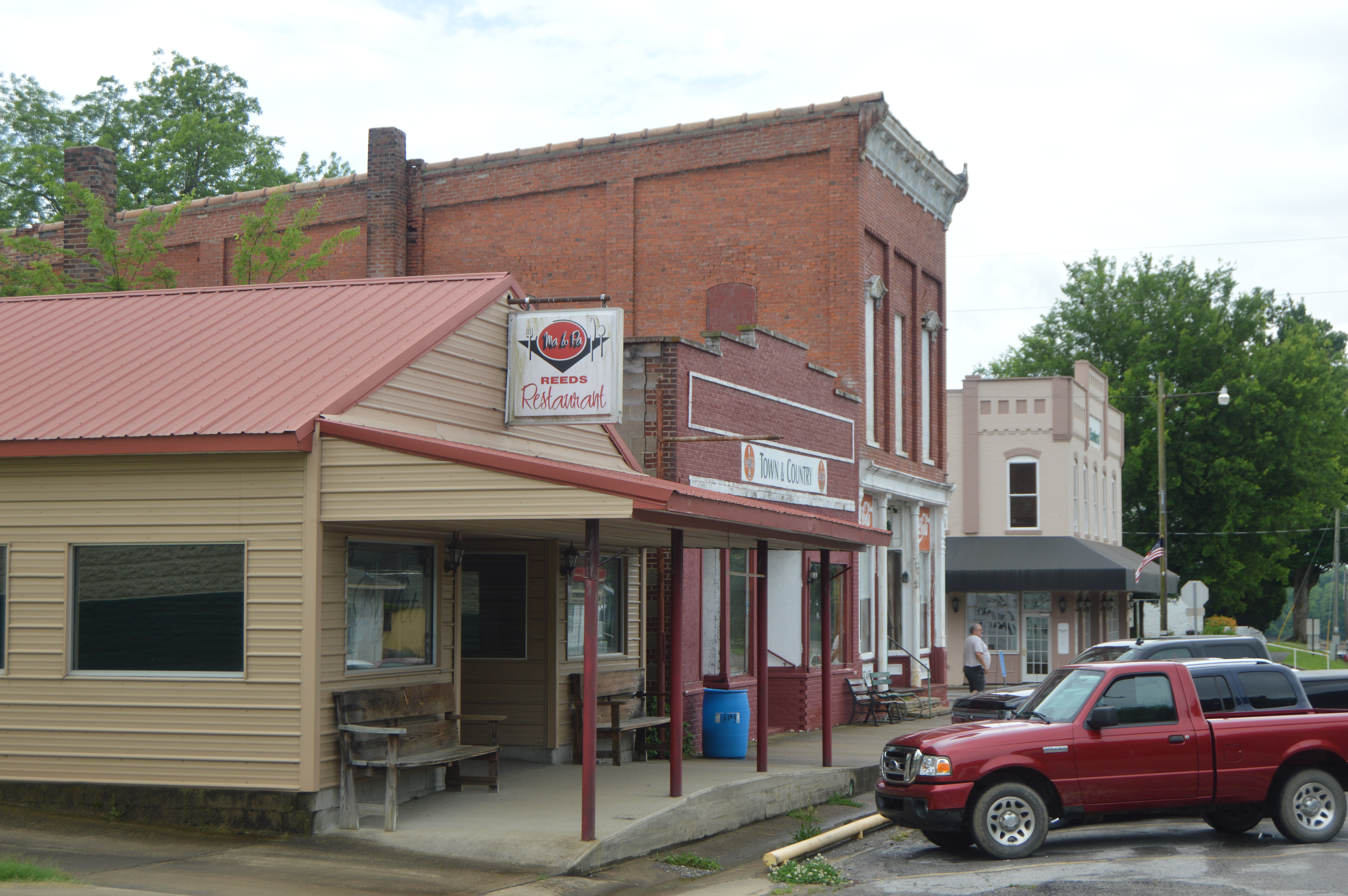
Main Street
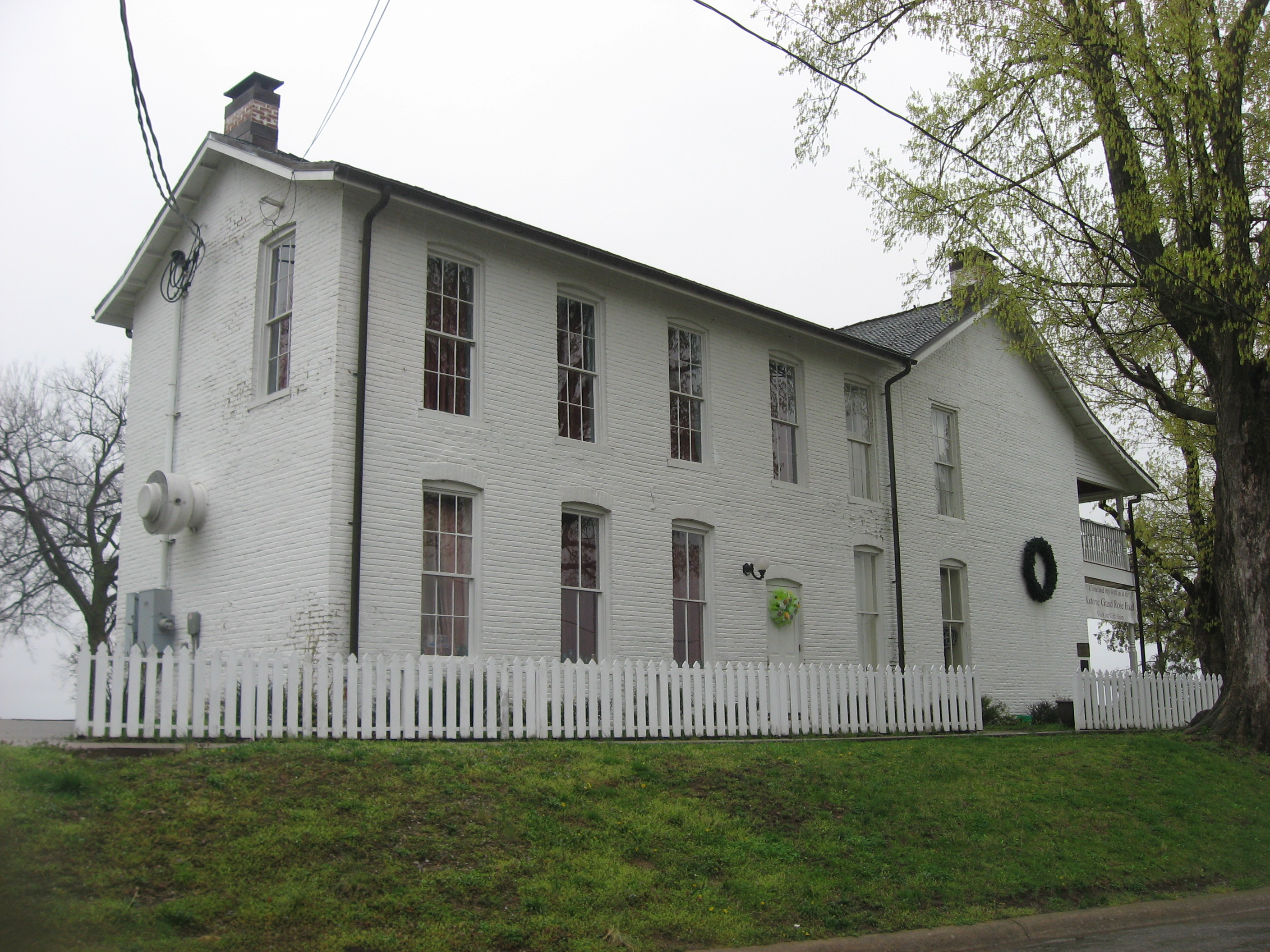
Rose Hotel, classé monument historique

## Source
- (en) Cet article est partiellement ou en totalité issu de l’article de Wikipédia en anglais intitulé « Elizabethtown, Illinois » (voir la liste des auteurs).